# Evgenij Konstantinovič Nemčenko
Evgenij Konstantinovič Nemčenko (Alčevs'k, 3 giugno 1906 – Leningrado, 9 marzo 1970) è stato un attore e regista sovietico.

## Filmografia

### Regista
- Gorjačaja duša (1959)
- Groza nad beloj (1968)